# Xinhua (häradshuvudort i Kina, Yunnan Sheng, lat 26,89, long 102,93)
Xinhua (kinesiska: Ch’iao-chia, Ch’iao-chia-hsien, Ch’ao-chia, 新华) är en häradshuvudort i Kina. Den ligger i provinsen Yunnan, i den sydvästra delen av landet, omkring 200 kilometer norr om provinshuvudstaden Kunming. Antalet invånare är 516 349. Befolkningen består av 236 020 kvinnor och 280 329 män. Barn under 15 år utgör 25,0 %, vuxna 15-64 år 66 %, och äldre över 65 år 7,0 %.
Runt Xinhua är det ganska tätbefolkat, med 108 invånare per kvadratkilometer. Xinhua är det största samhället i trakten. Trakten runt Xinhua består till största delen av jordbruksmark.
Genomsnittlig årsnederbörd är 1 047 millimeter. Den regnigaste månaden är juli, med i genomsnitt 266 mm nederbörd, och den torraste är januari, med 4 mm nederbörd.